# Dzięgielów

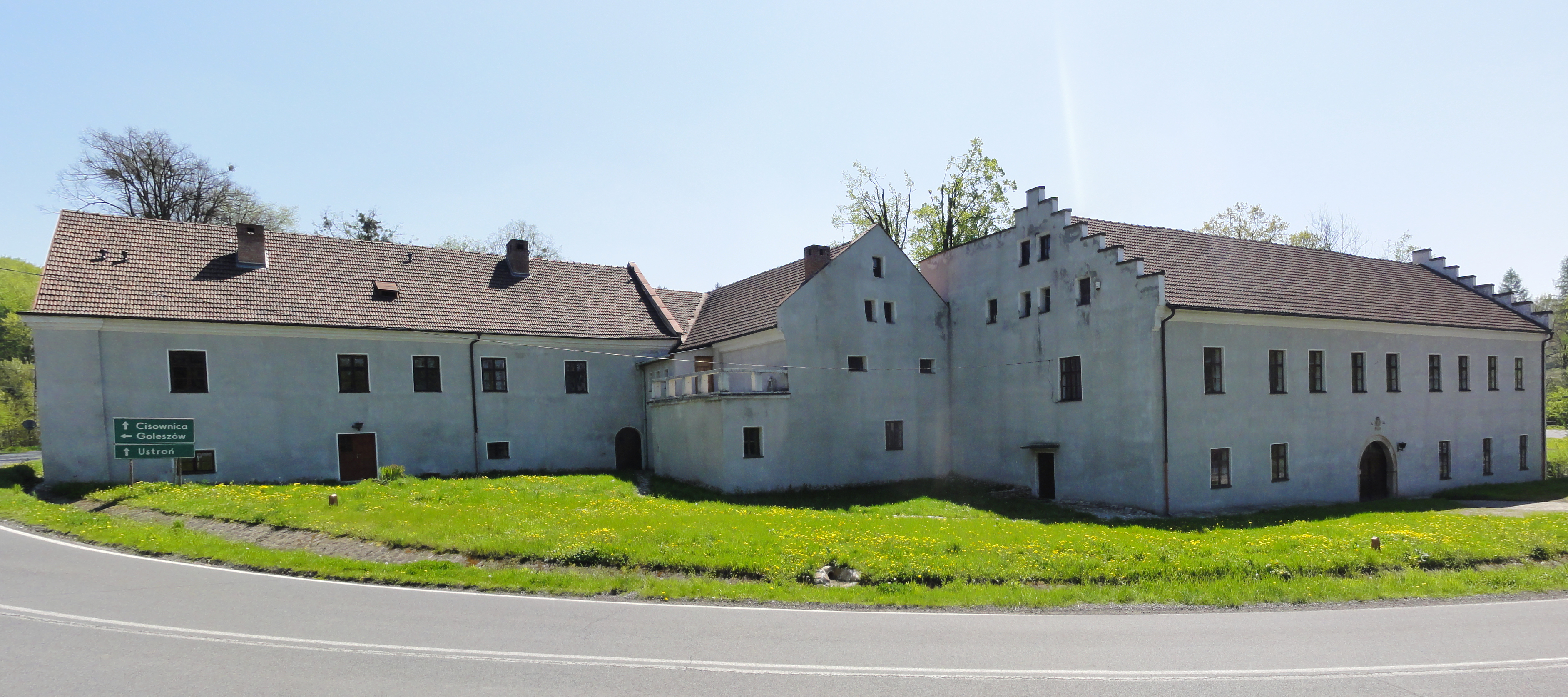
Schloss

Dzięgielów (ʥ̑ɛ̃ŋǵeluf, mundartlich dzingilóf ʥ̑ĩŋǵilüf, deutsch Dzingelau oder Dzingilau, tschechisch Děhylov) ist eine Ortschaft mit einem Schulzenamt der Gemeinde Goleszów im Powiat Cieszyński der Woiwodschaft Schlesien in Polen.

## Geographie
Dzięgielów liegt im Schlesischen Vorgebirge (Pogórze Śląskie) am rechten Olsa-Zufluss Puńcówka etwa 25 km südwestlich von Bielsko-Biała und 60 km südlich von Katowice im Powiat (Kreis) Cieszyn.
Das Dorf hat eine Fläche von 831 Hektar.
Nachbarorte sind Puńców im Westen, die Stadt Cieszyn im Nordwesten, Bażanowice im Norden, Goleszów im Nordosten, Cisownica und Leszna Górna im Südosten, die Stadt Třinec im Süden in Tschechien.

## Geschichte
Das Dorf liegt im Olsagebiet (auch Teschner Schlesien, polnisch Śląsk Cieszyński). Im Jahre 1290, in der Zeit des polnischen Partikularismus, entstand das neue Herzogtum Teschen. Die Entstehung bedingte eine Kolonisationsbewegung. Das Dokument Liber fundationis episcopatus Vratislaviensis (Zehntregister des Bistums Breslau) von etwa 1305 zeigte ungefähr siebzehn neuen Dörfer im Herzogtum auf, unter anderen „Item in Zengilow“. Das Dorf war noch in der früheren Phase der Gründung, deshalb das Territorium, von dessen die Höhe des Zehnts ausgerechnet war, unausdrücklich war. Der Name ist abgeleitet vom Vornamen des Urbesitzers Dzięgiel oder von Engelwurzen (polnisch dzięgiel).
Seit 1327 bestand das Herzogtum Teschen die Lehensherrschaft des Königreichs Böhmen und seit 1526 gehörte es zur Habsburgermonarchie.
Nach der Aufhebung der Patrimonialherrschaften bildete es ab 1850 eine Gemeinde in Österreichisch-Schlesien, Bezirk Teschen und Gerichtsbezirk Teschen. Derweil nahm die ethnographische Gruppe Wałasi (Untergruppe der Schlesier, nicht zu verwechseln mit Walachen) deutliche Gestalt an, wohnhaft auch in Dzięgielów, traditionell Teschener Mundarten sprechend.
1920, nach dem Zusammenbruch der k.u.k. Monarchie und dem Ende des Polnisch-Tschechoslowakischen Grenzkriegs, kam Dzięgielów zu Polen. Unterbrochen wurde dies nur durch die Besetzung Polens durch die Wehrmacht im Zweiten Weltkrieg.
1923 wurde das dortige Diakonissenhaus „Eben-Ezer“ gegründet.
Von 1975 bis 1998 gehörte Dzięgielów zur Woiwodschaft Bielsko-Biała.

### Einwohnerentwicklung
In den Jahren von 1880 bis 1910 hatte das Dorf etwa 500 Einwohner, es waren überwiegend polnischsprachige (zwischen 97,4 % und 99,2 %), deutschsprachige (12 oder 2,6 % im Jahre 1890) und tschechischsprachige (5 oder 1 % im Jahr 1900). Im Jahre 1910 waren 71,7 % evangelisch, 28,3 % römisch-katholisch.

## Religion
Die evangelische Pfarrei wurde im Jahr 2005 errichtet, sie gehört zur Diözese Cieszyn. Es gibt dort die Diakonie der Evangelisch-Augsburgischen Kirche in Polen. Jedes Jahr wurde die Evangelische Woche vom Zentrum für Mission und Evangelisation organisiert.
Die römisch-katholische Filialkirche gehört zur Pfarrei Puńców, Dekanat Goleszów, Bistum Bielsko-Żywiec.

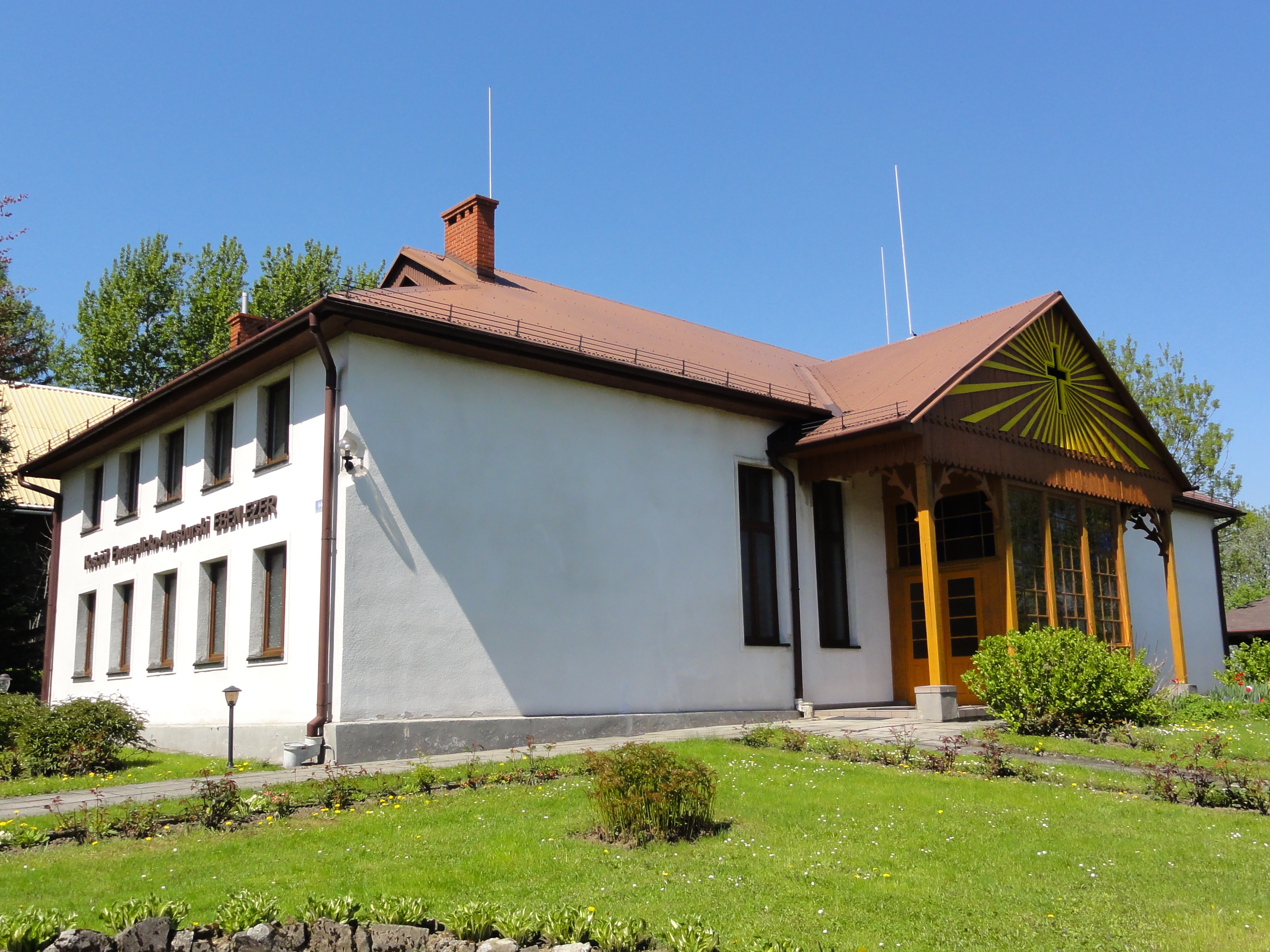
Evangelische Kirche
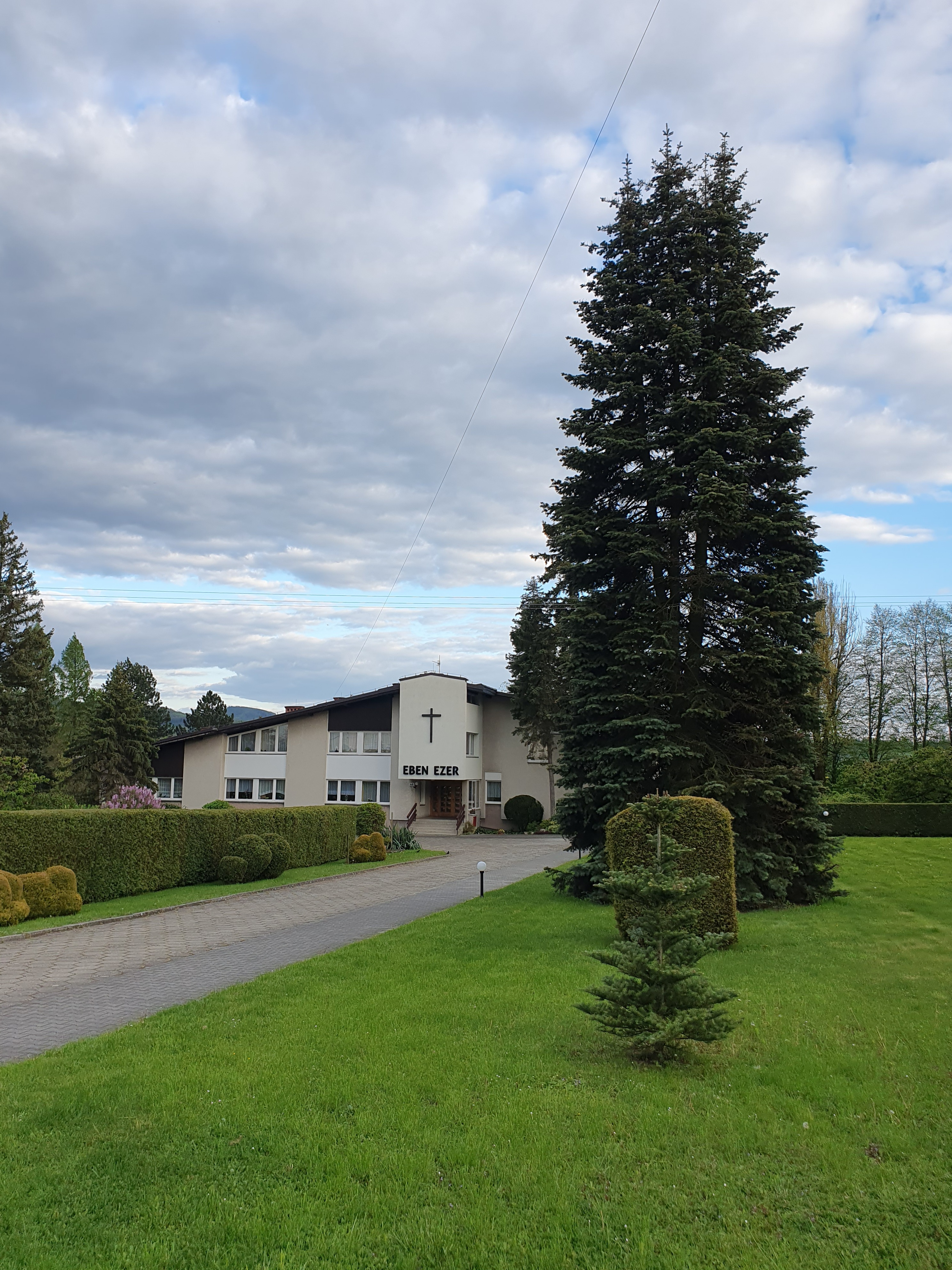
Mutterhaus der Diakonissen-Schwesternschaft Eben-Ezer
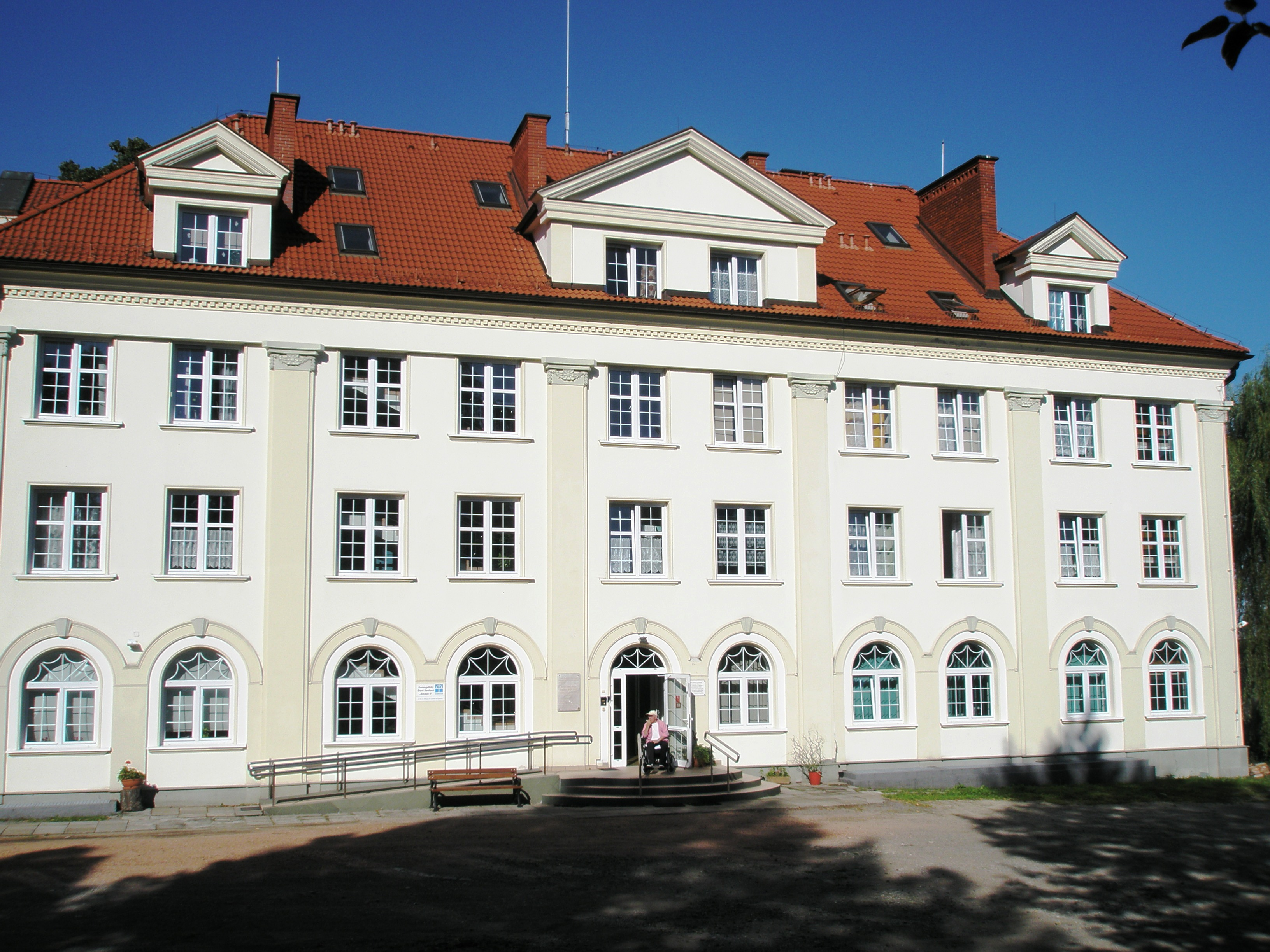
Evangelische Pflegeheim Emaus II
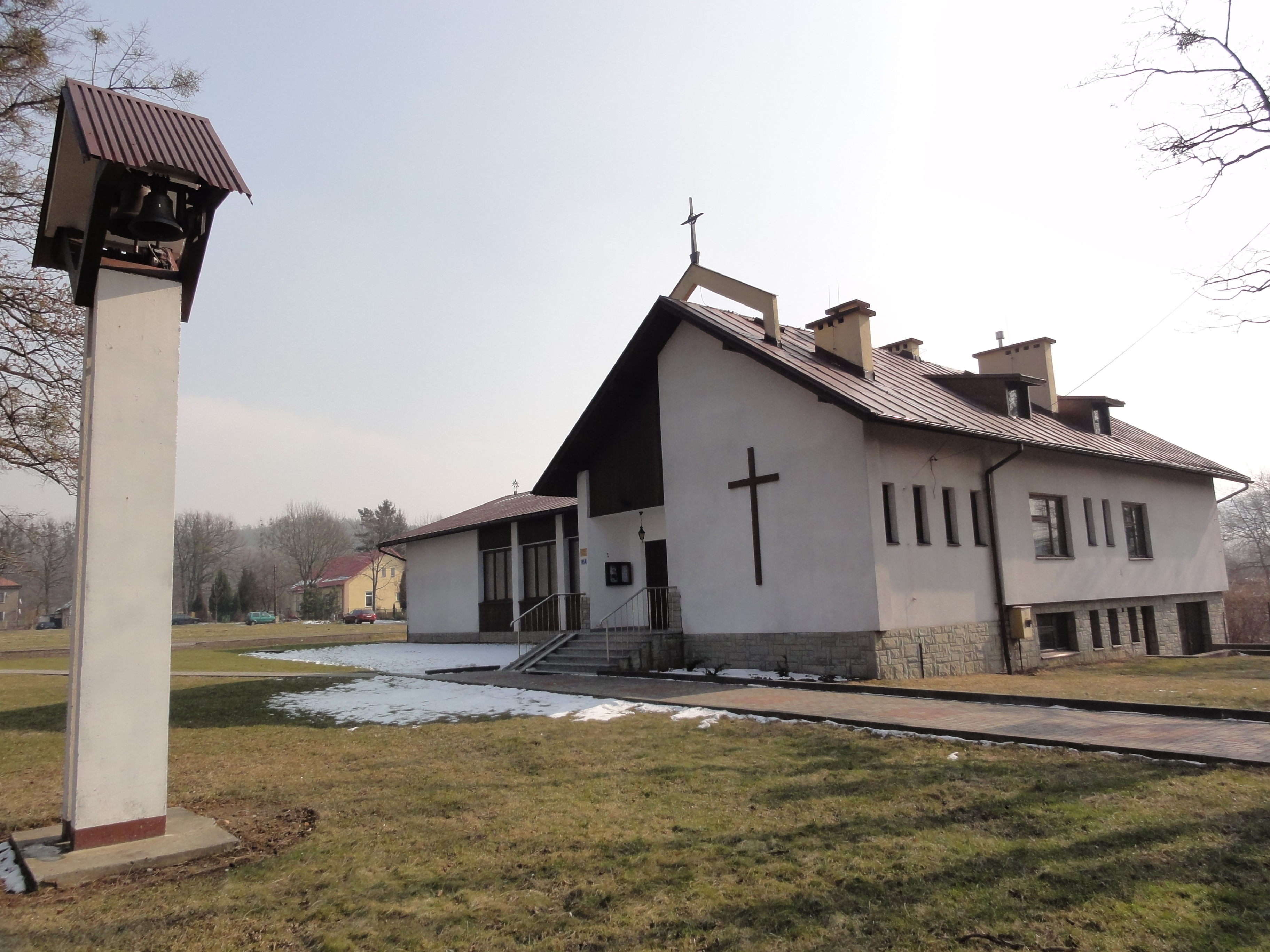
Katholische Filialkirche
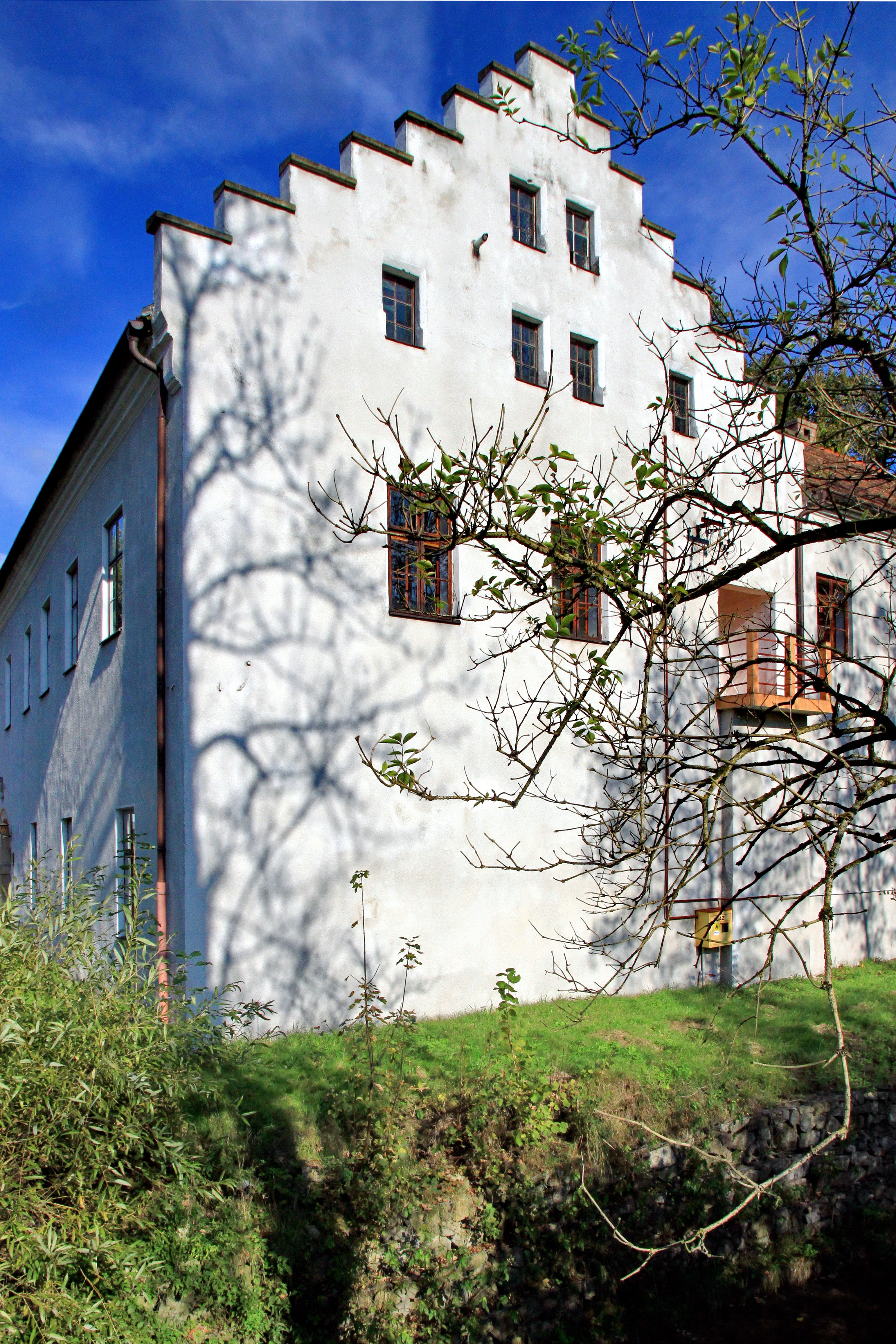
Das Schloss

## Sehenswürdigkeiten
Das Schloss (Zamek) war ursprünglich eine Burg und wurde nach dem Dreißigjährigen Krieg und einem Brand in der zweiten Hälfte des 19. Jahrhunderts jeweils wiederaufgebaut. Im Westen liegt das Hauptportal im Stil der Spätrenaissance.

## Persönlichkeiten
- Karl Kulisz (1873–1940), ein lutherischer Theologe der Evangelisch-Augsburgischen Kirche in Polen und Opfer des Nationalsozialismus